# Suchdol (Prosenická Lhota)
Suchdol je malá vesnice, část obce Prosenická Lhota v okrese Příbram ve Středočeském kraji. Nachází se asi 1,5 kilometru severně od Prosenické Lhoty. V roce 2011 zde trvale žilo 94 obyvatel.
Suchdol leží v katastrálním území Suchdol u Prosenické Lhoty o rozloze 3,42 km².

## Historie
První písemná zmínka o vesnici pochází z roku 1369.
Za druhé světové války se ves stala součástí vojenského cvičiště Zbraní SS Benešov a její obyvatelé se museli 31. října 1943 vystěhovat.

## Obyvatelstvo
| Rok            | 1869 | 1880 | 1890 | 1900 | 1910 | 1921 | 1930 | 1950 | 1961 | 1970 | 1980 | 1991 | 2001 | 2011 | 2021 |
| -------------- | ---- | ---- | ---- | ---- | ---- | ---- | ---- | ---- | ---- | ---- | ---- | ---- | ---- | ---- | ---- |
| Počet obyvatel | 249  | 252  | 240  | 215  | 193  | 175  | 180  | 119  | 130  | 117  | 102  | 89   | 90   | 94   | 87   |
| Počet domů     | 37   | 39   | 40   | 40   | 41   | 41   | 36   | 35   | 35   | 28   | 25   | 34   | 37   | 37   | 43   |

## Obecní správa
Při sčítání lidu v letech 1850–1920 Suchdol byl osadou obce Prosenická Lhota v okrese Sedlčany. V letech 1921–1960 byl samostatnou obcí, se kterým patřil nejprve do okresu Sedlčany, ale od roku 1960 v okrese Příbram. Od 1. července 1960 je opět částí obce Prosenická Lhota v okrese Příbram.

## Pamětihodnosti
- Na východním okraji vesnice stojí areál suchdolského zámku, který vznikl v sedmnáctém až osmnáctém století přestavbou středověké tvrze.[9]
- Kaple svatého Jana Nepomuckého
- Kaplička